# Ambra Angiolini
Ambra Angiolini (Roma, 22 aprile 1977) è un'attrice, conduttrice televisiva, conduttrice radiofonica e cantante italiana.
Dopo aver esordito in televisione ancora adolescente in Bulli e pupe, programma estivo di prima serata di Canale 5, acquista un'enorme notorietà nella stagione 1992/1993 con la conduzione del programma Non è la Rai, che diventa un vero e proprio fenomeno di costume; nell'ambito della trasmissione ha intrapreso anche una carriera da cantante, pubblicando il singolo T'appartengo ed in seguito anche quattro dischi per la RTI Music, oltre ad aver partecipato al musical Emozioni nel 2001.
Successivamente ha continuato a condurre programmi televisivi (come Generazione X, Super e Sanremo Top 1997, il Dopofestival del Festival di Sanremo 1997) e ha sperimentato diversi altri ruoli nel mondo dello spettacolo, in qualità di conduttrice radiofonica, attrice teatrale, cinematografica e televisiva, riscuotendo spesso un buon successo e vincendo diversi premi.
La sua prima vera esperienza di attrice cinematografica, nel film Saturno contro di Ferzan Özpetek, le fa guadagnare consensi di pubblico e critica, facendole vincere i maggiori premi cinematografici italiani del 2007: il David di Donatello e il Nastro d'argento come migliore attrice non protagonista e il Globo d'oro e il Ciak d'oro come rivelazione dell'anno.

## Biografia
È nata a Roma, figlia terzogenita di Alfredo Angiolini e Doriana Comini, dopo Barbara e Andrea, crescendo nel quartiere Palmarola. Dopo aver frequentato le scuole elementari in un istituto di suore e aver dimostrato una particolare attitudine alla danza, le venne segnalata dalla sua insegnante di danza l'esistenza di un casting Fininvest, nel quale cercavano delle ragazze che sapessero ballare, al quale partecipò con riscontro positivo, ottenendo la possibilità di intraprendere una carriera nel mondo dello spettacolo.

### 1992 - 1995:Non è la Rai
La Angiolini esordisce in TV all'età di 13 anni, come figurante in due edizioni dello show di Rai 1 Fantastico nel 1990 e 1991. Debutta ufficialmente nell'estate 1992 con il programma Bulli e pupe, per la regia di Gianni Boncompagni, dove interpreta la canzone Poster di Claudio Baglioni, doppiata da Raffaella Misiti, una corista del programma, giungendo alla serata finale.
Dal settembre dello stesso anno entra nel cast della seconda edizione di Non è la Rai, programma ideato e diretto sempre da Boncompagni; durante la stagione le viene affidata una parte dello show, ovvero la conduzione del Gioco dello zainetto, durante il quale riesce a farsi notare per la sua spigliatezza, diventando in breve una delle ragazze più apprezzate del programma. Sempre nella stessa stagione prende parte anche allo speciale di Capodanno della trasmissione, in onda su Canale 5, e al preserale di Italia 1 Rock 'n' Roll, condotto da Orietta Berti. A partire dal settembre del 1993, con l'inizio della terza edizione del programma, le viene affidata la conduzione dell'intero spettacolo, capitanando il centinaio di ragazze che vi prendeva parte; in quella stagione l'attenzione dei media si concentra particolarmente su di lei che, guidata tramite auricolare da Boncompagni, gioca a comportarsi in modo megalomane ed antipatico, suscitando parecchie critiche in varie occasioni, in particolar modo quando durante la campagna elettorale della primavera 1994 si schiera apertamente a favore di Silvio Berlusconi. Parallelamente alle critiche, Ambra riscuote molto successo soprattutto tra il pubblico più giovane che segue la trasmissione, riuscendo a vincere quello stesso anno il Telegatto come "Personaggio rivelazione dell'anno".
Nello stesso periodo, il programma televisivo di Rai 3 Blob le dedica un cartone animato creato da un'idea di Marco Giusti, Enrico Ghezzi, Guia Croce e Mario Verger, e vengono pubblicati alcuni saggi aventi come oggetto la ragazza, tra cui Voglio sposare Ambra.

#### Il grande successo diT'appartengo(1994)
Nell'autunno del 1994 conduce di nuovo Non è la Rai, giunto alla sua quarta ed ultima edizione, ed esordisce come cantante con l'album T'appartengo, che in seguito viene tradotto in lingua spagnola e pubblicato anche in Spagna e Sud America. L'album vende 800 000 copie solo in Italia e ottiene otto Dischi di platino e un Disco d'oro, raggiungendo la sesta posizione nella classifica degli album italiani e risultando il 52º più venduto del 1994.
Terminata l'esperienza a Non è la Rai il 30 giugno 1995, inizia per Ambra un'estate molto intensa, che la vede dividersi tra la partecipazione al Festivalbar 1995, con la canzone L'ascensore e il T'appartengo tour, iniziato nella primavera di quell'anno, che registra un gran seguito. Nel luglio di quell'estate inizia anche le riprese di un film TV, Favola, per la regia di Fabrizio De Angelis, che va in onda nella primavera successiva in prima serata su Italia 1 con un grande successo di ascolti.

### 1995 - 2006: tra tv, musica, radio e teatro
A partire dal settembre 1995 conduce il programma di Italia 1 Generazione X, che sostituisce Non è la Rai e rimane in onda fino al luglio del 1996. Durante questa stagione televisiva Ambra pubblica il suo secondo disco, Angiolini (gennaio 1996). Contemporaneamente in Spagna ed America latina esce la versione in lingua spagnola del suo album precedente, T'appartengo, chiamata Te pertenezco.
Nel febbraio dello stesso anno riesce ad ottenere la liberatoria da parte di Mediaset, con cui aveva un contratto in esclusiva, per affiancare Pippo Baudo nella conduzione del Dopofestival di Sanremo. Racconterà poi di aver scritto personalmente a Silvio Berlusconi per chiedergli la concessione della liberatoria. Nella primavera di quell'anno è al centro di una polemica a causa della sua mancata partecipazione alla trasmissione del sabato sera di Canale 5 Il Boom, in seguito a disaccordi con la produzione e con il conduttore Teo Teocoli sul ruolo che avrebbe dovuto ricoprire.
Nei mesi successivi viene pubblicato in Spagna e Sudamerica anche Angelitos, traduzione in lingua spagnola di Angiolini, supportato dai singoli Te esperaba a tí e Hoy no sé, mas mañana. In primavera è protagonista del film TV Favola trasmesso in prima serata su Italia 1, che ottiene un buon riscontro in termini d'ascolto, e viene inoltre scelta dalla Telecom Italia come testimonial di una campagna pubblicitaria per le schede telefoniche, che la vede protagonista di uno spot pubblicitario, nonché raffigurata sulle schede da 5000 £, 10.000 £ e 15.000 £.
Durante l'estate approda a Canale 5 per condurre il programma musicale Super, dove rimane fino al gennaio successivo, prosegue la promozione del suo disco, presentando al Festivalbar 1996 il brano Aspettavo te (in versione remix), e intraprende il tour nazionale Angiolini Tour.
In autunno viene scelta per affiancare Gerry Scotti nella conduzione del programma Non dimenticate lo spazzolino da denti, in prima serata su Italia 1. Il programma, già risultato poco seguito l'anno precedente con la conduzione di Fiorello, non ottiene però il successo sperato. Dopo il termine della trasmissione Ambra rescinde consensualmente il contratto di collaborazione con Mediaset (il termine naturale previsto era il giugno 1997), passando alla televisione pubblica. Viene sostituita alla conduzione di Super da un'altra ex ragazza di Non è la Rai, Laura Freddi.
Il 1997 si apre con la partecipazione al Festival di Viña del Mar, manifestazione canora internazionale cilena, nella quale canta i brani Te pertenezco ed El ascensor. Nell'aprile successivo conduce su Rai 1 insieme a Mike Bongiorno, Sanremo Top e nello stesso periodo, su Canale 5, è ospite del Bagaglino al Salone Margherita di Roma per una puntata a lei dedicata dello spettacolo Viva le italiane, dove si ripercorre ironicamente la sua carriera. Sempre in quell'anno conduce senza troppa fortuna su Rai 2 il varietà in 4 puntate Carosello, ideato da Enrico Ghezzi.
Il 28 agosto viene pubblicato il suo terzo album, Ritmo vitale, che rappresenta una svolta nella carriera musicale; a differenza di T'appartengo e Angiolini, il nuovo album infatti, contiene brani scritti da lei stessa; l'argomento ricorrente del disco era il sesso. Per promuovere il disco partecipa ad Un disco per l'estate e, per la terza volta consecutiva, al Festivalbar.
In autunno intraprende un tour nazionale, il Tour 1997. Contemporaneamente ha la sua prima esperienza live come cantante in televisione durante la trasmissione Roxy Bar di Red Ronnie, in onda su TMC 2. Sempre durante il 1997 partecipa a una puntata della trasmissione itinerante di Rai Tre Milano-Roma, in compagnia di Dario Fo, nell'ambito della quale lo stesso Fo seppe di aver vinto il premio Nobel per la letteratura.
Il 1998 segna il debutto della Angiolini come conduttrice radiofonica; per tutto il mese d'agosto conduce su Radio 105, 105 estate, programma in cui illustra la classifica delle canzoni di maggior successo del momento. Dopo una breve esperienza come modella nel luglio del 1998, sfilando sulla prestigiosa scalinata di Trinità dei Monti in abito da sposa per volere dello stilista Franco Ciambella nell'ambito della trasmissione di Canale 5 Donna sotto le stelle, prosegue la carriera radiofonica su RTL 102.5 conducendo, la domenica, il programma Capriccio avente per argomento il sesso. Durante il 1998 ha inoltre pubblicato in Spagna e Brasile la versione spagnola del suo terzo disco, Ritmos Vitales, da cui viene estratto il singolo Tu, yo, Francesca y Davide (versione spagnola di Io, te, Francesca e Davide).
Nell'estate del 1999 torna in TV, per tutta l'estate, con il programma di Rai Uno Gratis, partecipa alla manifestazione Voices for Europe, dove vince un "premio alla carriera" e si esibisce con il brano Canto alla luna, che anticipa l'uscita dell'album InCanto. Nonostante una maggiore profondità dei testi, che trattano argomenti politici e d'attualità (la canzone Luca e Stella riguarda il tema dell'omosessualità), il disco vende meno dei precedenti e non viene tradotto in spagnolo come gli altri, sancendo la fine del contratto tra Ambra e la RTI Music, che per tutti gli anni novanta aveva pubblicato i suoi dischi. In questo stesso periodo è particolarmente attiva in ambito sociale sostenendo diverse tematiche e diventando, tra l'altro, la prima madrina del Gay Pride nel 2000. Attivista per i diritti LGBT, nella seconda metà degli anni novanta aveva militato nel Circolo di cultura omosessuale Mario Mieli di Roma come volontaria. In questo periodo duetta inoltre con Platinette in una cover del noto brano di Raffaella Carrà Ma che musica maestro, contenuta nel primo album di Platinette Da Viva - Vol. 1.
Alla fine dell'anno parte per il Marocco per girare il film TV Maria Maddalena, dove interpreta il ruolo di Salomè, insieme a Maria Grazia Cucinotta (nel ruolo di Maria Maddalena) e Giuliana De Sio (Erodiade, la madre di Salomè). Il film TV va in onda il 24 aprile 2000, giorno di Pasqua, su Canale 5.
Nel febbraio 2000, per Radio Kiss Kiss, conduce un programma dedicato al Festival di Sanremo dal titolo Tutti pazzi per Sanremo, in onda da lunedì 21 a domenica 27 febbraio. A luglio dello stesso anno torna in TV con la conduzione del programma Speciale Pop, che tratta la musica nelle sue più varie sfaccettature, alternandosi nella conduzione con altri artisti.
L'estate del 2000 ha segnato una svolta nella sua carriera. Ambra debutta in teatro con la commedia i Menecmi di Plauto, per la regia di Nicasio Anselmo, rappresentando lo spettacolo in tutta la Sicilia. L'interpretazione riceve ottime critiche, testimoniate dapprima dal premio “Venere d'argento” e poi dalla “Torre d'argento”, come attrice teatrale rivelazione dell'anno 2000.
Nello stesso periodo conduce un programma radiofonico su Rai Radio 2, 40 gradi all'Ambra, in onda ogni sabato e domenica alle 9:00 fino al 17 settembre. Il programma ottiene un buon successo, e viene seguito da Luci e Ambra, altra trasmissione in onda ogni domenica su Radio Due per tutta la stagione fino al giugno del 2001. Nel gennaio 2001 viene scelta come protagonista, per quattro sere, de La duchessa di Amalfi, interpretata nella basilica del Crocifisso di Amalfi per la regia di Nuccio Siano.
In occasione del Festival di Sanremo 2001, conduce su Rai Radio 2 Ambra & gli Ambranati, insieme a Roberta Beta e il Trio Medusa de Le Iene (battezzato per l'occasione il trio degli Ambranati). Nel maggio dello stesso anno conduce su Rai Radio 2 il programma Menta forte, il cui argomento principale sono le bugie, e del quale viene realizzata una seconda edizione nel settembre del 2002.
Sempre nel 2001, insieme ad altri personaggi famosi (come Jerry Calà, Umberto Smaila, Adriana Volpe), partecipa all'incisione del singolo Frena, ispirato dalla celebre canzone di Carlotta, il cui ricavato dalle vendite viene devoluto interamente in beneficenza all'associazione Montecatone per lo sviluppo delle nuove tecniche di riabilitazione, ed è tra i protagonisti della terza stagione della fiction di Rai Uno Una donna per amico, interpretando il ruolo di Tea. A settembre del 2001 prende parte allo show commemorativo Non era la Rai, che celebra i 10 anni dalla prima puntata di Non è la Rai. Un mese dopo torna a condurre un programma televisivo, L'assemblea, in onda ogni sabato pomeriggio per un'ora su Italia 1 per tutta la stagione.
Nello stesso periodo debutta come regista curando il video della canzone Il bellissimo mestiere di Marco Masini, dove è anche protagonista.

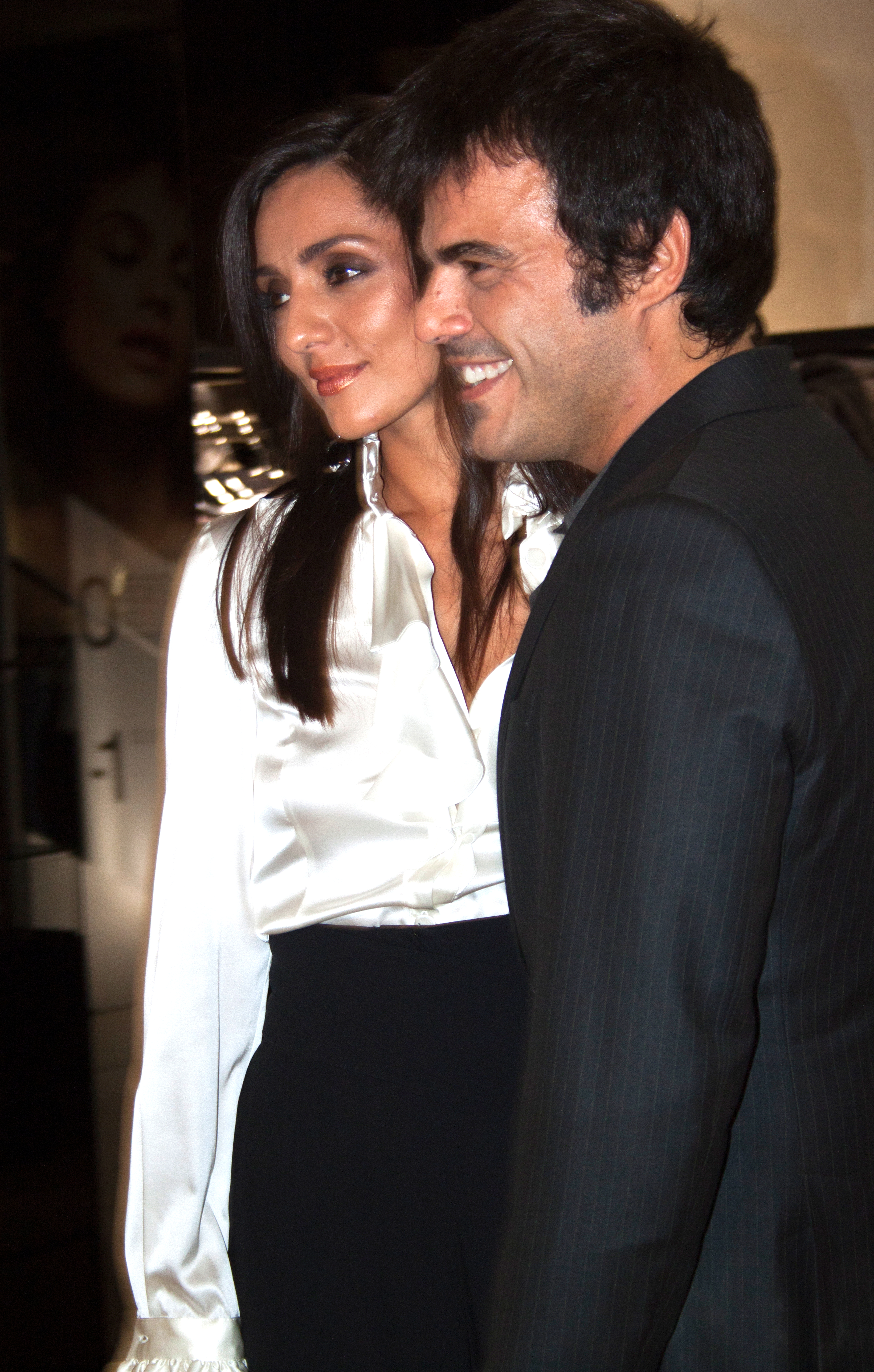
Ambra Angiolini e l'allora compagno Francesco Renga nel 2009

Sempre in questa stagione è protagonista del musical Emozioni, per la regia di Sergio Japino, che ha fatto il giro dei più importanti teatri italiani e nell'ambito del quale ha interpretato diverse canzoni di Lucio Battisti insieme a Sabrina Salerno, Mirko Petrini e Vladimir Luxuria; e recita in Gianburrasca di Rita Pavone, musical realizzato per la TV in onda su Canale 5 il 5 gennaio 2002. Successivamente all'esperienza di Emozioni, viene pubblicata una raccolta di canzoni interpretate durante la rappresentazione.
Nel 2002 conduce insieme a Jane Alexander il Pride Concert in piazza Bocca della Verità a Roma, concerto che ha seguito il Gay Pride 2002, dove Ambra bacia la Alexander sulla bocca suscitando scalpore. Conduce inoltre a Bologna, al Padiglione 23, i Giochi della sicurezza stradale del Motor Show, il salone internazionale dell'auto e della moto di Bologna.
Nel 2003 presenta un remake di Speciale per voi di Renzo Arbore su Rai 2; quest'esperienza si affianca alla sua prima gravidanza, che porterà l'anno successivo alla nascita di Jolanda, avuta dal compagno Francesco Renga.
Dopo un periodo di pausa, nell'estate del 2004 è scelta per condurre il Cornetto Freemusic Festival, esperienza che ripete anche nel 2005 e nel 2006. Nello stesso anno, a settembre, conduce le prefinali di Miss Italia a San Benedetto del Tronto in coppia con Cristiano Militello.
Nel 2005 è tra gli opinionisti del Festival di Sanremo, in quell'anno condotto da Paolo Bonolis e vinto dal suo compagno Francesco Renga con il brano Angelo, dedicato alla figlia Jolanda; in estate, oltre a condurre per il secondo anno il Cornetto Freemusic Festival, affianca Michele Mirabella nel programma mattutino di Rai Tre Cominciamo bene estate. In autunno partecipa alla realizzazione dello speciale di prima serata di Happy Channel Non è la Rai - Speciale, spettacolo celebrativo della trasmissione che le ha dato il successo, e conduce sul canale satellitare Fox Life il programma dedicato alla moda Chicas, ideato da Francesca Fogar.
Torna in Rai nel febbraio del 2006, per condurre il programma Dammi il tempo, in onda in seconda serata su Raitre. In quest'occasione si presenta alle telecamere incinta del secondo figlio avuto con Renga. Nello stesso anno torna in radio come conduttrice del programma Ci Play o ci fai?, in onda sull'emittente Play Radio.

### 2007: il debutto nel cinema
Sempre nell'estate 2006 comincia le riprese del film Saturno contro, nel quale interpreta il ruolo della cocainomane Roberta, per la regia di Ferzan Özpetek; film che ha segnato il suo debutto sul grande schermo. In autunno conduce, sempre su Play Radio, il programma Arrivano le femmine, esperienza che termina nel marzo 2007. Il 2 dicembre 2006 al Palalido di Milano conduce, insieme al Mago Forest, la prima edizione dei Kids' Choice Awards.
Il 2007 si rivela un anno molto ricco dal punto di vista lavorativo; a fine febbraio esce nelle sale cinematografiche Saturno contro, accolto in maniera particolarmente positiva dalla critica, tanto da far vincere ad Ambra diversi riconoscimenti come il Nastro d'argento, il David di Donatello, il Globo d'oro e il Ciak d'oro come miglior attrice non protagonista o come miglior rivelazione.
Nello stesso anno compare nel video della canzone che fa da colonna sonora al film: Passione, cantata da Neffa. Il 29 agosto è madrina del Festival del Cinema di Venezia, mentre nell'autunno 2007 torna in TV e partecipa al varietà satirico di LA7 Crozza Italia in cui affianca Maurizio Crozza e Carla Signoris.
Torna sul grande schermo l'11 gennaio del 2008, data di uscita del suo secondo film Bianco e nero, diretto da Cristina Comencini, in cui è affiancata da Fabio Volo. Nel marzo del 2008 è inoltre diffuso nelle sale il film francese La volpe e la bambina (Le renard et l'enfant) diretto da Luc Jacquet, nel quale ricopre il ruolo di voce narrante della storia nell'adattamento italiano.
Dal febbraio 2008 è in rotazione nei canali musicali con alcune partecipazioni a diversi videoclip: quello della canzone Dimmi, singolo estratto dall'album Ferro e cartone di Francesco Renga, quello di Io che amo solo te di Fiorella Mannoia, insieme ad altri attori italiani come Giorgio Pasotti, Carolina Crescentini, Enrico Lo Verso, Gianmarco Tognazzi e Simona Cavallari e a quello della canzone In Italia di Fabri Fibra e Gianna Nannini. In primavera torna alla conduzione con un programma di MTV Italia intitolato Stasera niente MTV. Per la trasmissione ha inciso le sigle di testa (Voglia questa voglia) e di coda (Tunga tunga), con testi ironici scritti per lei da Mauro Di Maggio. Sempre per la stessa rete partecipa al megaconcerto MTV Day 2008 in qualità di presentatrice.

### 2008 - 2018: l'affermazione nel cinema e nel teatro
Il 27 giugno 2009 conduce uno speciale sui Nastri d'argento 2009 su Rai 1 in seconda serata, dal Teatro antico di Taormina. Durante l'estate a Bobbio è protagonista del "corto" realizzato dagli studenti del laboratorio Fare Cinema di Marco Bellocchio, ispirato alla storia della monaca di Monza e ambientata nel seicento, nelle ex carceri del Paese.
In estate conduce il programma radiofonico di Rai Radio Due Per fortuna che c'è la radio, mentre il 20 novembre 2009 esce il film Ce n'è per tutti, per la regia di Luciano Melchionna, girato a Roma tra novembre 2008 e gennaio 2009. Da gennaio 2010 lavora in teatro con un nuovo allestimento del monologo La misteriosa scomparsa di W. di Stefano Benni, per la regia di Giorgio Gallione. Lo spettacolo, prodotto dal Teatro dell'Archivolto, parte da Genova per spostarsi in diverse città.
A marzo 2010 prende parte al progetto Insula del regista Eric Alexander, un cortometraggio a fini sociali. Sempre nel 2010 partecipa alla fiction Eroi per caso, nel ruolo di Teresa, andata in onda nel gennaio 2011 su Rai 1. Nello stesso periodo esce nelle sale cinematografiche il film Immaturi, nel quale è diretta da Paolo Genovese.
Nel 2011 recita nel film di Ficarra & Picone Anche se è amore non si vede nel ruolo di Gisella, la fidanzata storica di Valentino: il film è uscito nelle sale il 25 novembre 2011. Nell'estate del 2011 inizia le riprese del sequel di Immaturi, intitolato Immaturi - Il viaggio di Paolo Genovese, ambientato a Paros in Grecia, uscito nelle sale cinematografiche il 4 gennaio 2012. Nel novembre 2011 prende parte, per alcune puntate, al programma Piazzapulita condotto da Corrado Formigli su LA7 dove recita alcuni monologhi nel ruolo della Casta Diva.
Sempre nel 2011 Ambra è impegnata anche a teatro con lo spettacolo di Stefania De Santis, I pugni in tasca, versione teatrale dell'omonima pellicola del 1965 di Marco Bellocchio, in cui è affiancata da Pier Giorgio Bellocchio, figlio del regista. Anche nel 2012 lavora a teatro, con lo spettacolo Ti ricordi di me?, per la regia di Sergio Zecca, di cui è protagonista insieme ad Edoardo Leo.
Nell'autunno del 2012 torna anche al cinema con due film: ad ottobre esce Viva l'Italia, diretto da Massimiliano Bruno e interpretato assieme a Michele Placido, Alessandro Gassmann e Raoul Bova, pellicola per la quale è stata anche nominata ai David di Donatello come migliore attrice non protagonista, mentre il mese successivo esce il film Ci vediamo a casa, per la regia di Maurizio Ponzi, in cui Ambra è sempre fra i protagonisti insieme ad Edoardo Leo, Giuliana De Sio e Nicolas Vaporidis.
In seguito recita nella commedia Mai Stati Uniti, diretta da Carlo Vanzina, uscita nelle sale il 3 gennaio 2013. Sempre nel 2013 è al cinema anche con un'altra commedia, Stai lontana da me, diretta da Alessio Maria Federici in cui è protagonista accanto ad Enrico Brignano, distribuita nelle sale nel mese di novembre.
All'inizio del 2014 è ancora al cinema con due commedie: Maldamore, diretta da Angelo Longoni e prodotta da Maria Grazia Cucinotta e Ti ricordi di me?, diretta da Rolando Ravello, versione cinematografica dell'omonima pièce teatrale di Sergio Zecca. Riprende inoltre il tour dello spettacolo teatrale La misteriosa scomparsa di W..
Nell'autunno 2014 conduce, accanto ad Ale e Franz, la quinta puntata della diciassettesima edizione del programma comico Zelig in prima serata su Canale 5; in seguito torna al cinema con la commedia Un Natale stupefacente, con la regia di Volfango De Biasi, in cui è affiancata da un altro famoso duo comico, Lillo & Greg; la pellicola viene distribuita nelle sale dal 18 dicembre 2014. Nello stesso anno prende parte anche al cortometraggio Come un cadavere ad Acapulco diretto da Alessio Pizzicannella.
Nel 2015 prende parte al film La scelta, diretto da Michele Placido, interpretato assieme a Raoul Bova, Valeria Solarino e allo stesso Placido, distribuito nel circuito cinematografico a partire dal 2 aprile. Sempre con Michele Placido, nell'autunno dello stesso anno, torna anche a teatro, come protagonista della pièce Tradimenti, da lui diretta. Contemporaneamente è anche impegnata sul set della commedia Al posto tuo, diretta da Max Croci e interpretata accanto a Luca Argentero e Stefano Fresi, che viene distribuita nelle sale cinematografiche nel settembre del 2016. Nel novembre del 2016 esce un'altra pellicola cinematografica, 7 minuti, diretta da Michele Placido, in cui l'Angiolini è affiancata, oltreché da Placido, anche da Cristiana Capotondi, Fiorella Mannoia, Violante Placido, Ottavia Piccolo e Maria Nazionale.
Nell'estate del 2016 torna inoltre in televisione conducendo la seconda stagione del docu-reality Coppie in attesa, in onda su Rai 2.
Nella primavera 2017 è di nuovo al cinema in un'altra commedia diretta da Max Croci, La verità, vi spiego, sull'amore in cui è affiancata da Carolina Crescentini, Edoardo Pesce, Giuliana De Sio e Massimo Poggio.
Sempre nella primavera 2017 riveste il ruolo di giurata nel serale della sedicesima edizione del talent-show di Canale 5 Amici di Maria De Filippi, mentre nel successivo mese di giugno è stata pubblicata una nuova versione del brano Io, te, Francesca e Davide (originariamente inserito nel disco Ritmo vitale del 1997), incisa insieme a Syria e pubblicata come singolo.
In autunno è di nuovo al cinema con la commedia di Alessio Maria Federici, Terapia di coppia per amanti, in cui è affiancata da Sergio Rubini e Pietro Sermonti.
Il 15 dicembre 2017 è una dei giurati di Sarà Sanremo condotto da Claudia Gerini e Federico Russo su Rai 1 in cui vengono selezionati i partecipanti della sezione Nuove proposte ed annunciati i 20 partecipanti della categoria Big del Festival di Sanremo 2018.
Nel febbraio 2018 risulta tra le firmatarie di Dissenso Comune, un manifesto di sostegno in favore delle vittime di molestie nel mondo del cinema italiano, sottoscritto da 124 attrici e lavoratrici del mondo dello spettacolo.
Nel 2018 compare con un breve cameo nella commedia Vengo anch'io, debutto cinematografico della coppia comica Nuzzo e Di Biase e nello stesso periodo conduce su Rai 3 il programma di prima serata Cyrano - L'amore fa miracoli in coppia con Massimo Gramellini, con scarsi risultati d'ascolto.
Il 1º maggio 2018 conduce su Rai 3, assieme a Lodovico Guenzi, la diretta televisiva del Concerto del Primo Maggio, l'evento musicale organizzato annualmente da CGIL, CISL e UIL in piazza San Giovanni a Roma in occasione della Festa del lavoro; a seguito del successo ottenuto, la stessa accoppiata viene confermata alla conduzione dell'evento anche per il 2019.
Il 29 maggio 2018 viene trasmesso in prima serata su Rai 1 il film TV Il fulgore di Dony, diretto da Pupi Avati, che la vede tra i protagonisti.

### 2018-2025: cinema, radio, teatro, televisione e il "ritorno" diT'Appartengo
Nell'estate del 2018 inizia a girare la serie thriller Il silenzio dell'acqua, diretta da Pier Belloni, ed interpretata accanto a Giorgio Pasotti, Carlotta Natoli, Fausto Maria Sciarappa e Thomas Trabacchi; la serie viene trasmessa su Canale 5 in prima serata dall'8 al 24 marzo del 2019. A seguito del successo ottenuto la serie è stata confermata per una seconda stagione, le cui riprese si svolgono nell'autunno 2019, in onda sulla stessa rete dal 27 novembre 2020.
Nell'autunno 2018 prende inoltre parte al doppiaggio italiano del film d'animazione Disney-Pixar Gli Incredibili 2, in cui dà la voce al personaggio di Evelyn Deavor; il film viene distribuito nelle sale italiane il 19 settembre. L'anno successivo è testimonial, insieme a Camila Raznovich, della campagna pubblicitaria realizzata da Corepla per la raccolta e il riciclo degli imballaggi di plastica. A dicembre 2019 presta la voce al personaggio di Alva nel film d'animazione Klaus - I segreti del Natale.
Nel 2019 torna nuovamente al cinema, tra le protagoniste della commedia Brave ragazze, diretta da Michela Andreozzi ed interpretata assieme a Luca Argentero, Stefania Sandrelli, Serena Rossi, Ilenia Pastorelli e la stessa Andreozzi, distribuita nelle sale dal 10 ottobre.
L'11 gennaio 2020 torna in teatro con lo spettacolo Il nodo di Johnna Adams, interpretato insieme a Ludovica Modugno in cui porta in scena il tema del bullismo. Il 7 febbraio viene pubblicato l'album di Marco Masini Masini +1 30th Anniversary nel quale è contenuto un duetto con Ambra nel brano Ti Vorrei. Il 1º maggio in diretta dal Teatro delle Vittorie conduce per il terzo anno consecutivo il Concerto del Primo Maggio. Il 5 giugno 2020 viene pubblicato il videoclip del brano Mi manca di Bugo, con Ermal Meta, di cui è protagonista.
Il 3 novembre 2020 esce per Rizzoli InFame, un romanzo autobiografico dove racconta la sua esperienza con la bulimia.
Il 1º maggio del 2021 conduce per il quarto anno consecutivo il Concertone, affiancata da Stefano Fresi con la partecipazione di Lillo. Il 1º ottobre sale sul palco dell'Arena di Verona, ospite del concerto celebrativo per i trent'anni di carriera di Marco Masini. Insieme al cantautore toscano canta il brano Ti vorrei e balla sulle note de Le ragazze serie. In autunno inizia a lavorare a Radio Capital conducendo il programma Le mattine.
Nel 2022 torna ad essere diretta da Ferzan Özpetek in Le fate ignoranti, reboot televisivo dell'omonimo film del 2001 del regista italo-turco, interpretato assieme a Luca Argentero, Cristiana Capotondi ed Eduardo Scarpetta, pubblicato il 13 aprile sulla piattaforma streaming Disney Plus (di cui la serie rappresenta la prima produzione italiana); appare inoltre nel video della canzone Buttare l'amore di Mina, colonna sonora della serie. Il 27 gennaio dello stesso anno esce nelle sale il film La notte più lunga dell'anno di Simone Aleandri, di cui è protagonista. 
Il 1º maggio del 2022 conduce per il quinto anno consecutivo il Concertone, quest'ultimo ritornato in presenza dopo due anni.
A maggio 2022 viene annunciata la sua partecipazione all'edizione 2022 di X Factor nel ruolo di giudice, affiancata nello stesso ruolo da Fedez, Dargen D'Amico e Rkomi. Nello stesso periodo viene premiata come migliore attrice non protagonista in una serie ai Nastri d'argento per il ruolo di Annamaria ne Le fate ignoranti - La serie. L'11 novembre viene pubblicato l'album di Tiziano Ferro Il mondo è nostro nel quale è contenuto un duetto con Ambra nel brano Ambra/Tiziano. L'8 dicembre, durante la finale al Mediolanum Forum di X Factor 2022, si esibisce con T'appartengo dopo oltre vent'anni dall'ultima esibizione televisiva. La performance diventa immediatamente virale, conquistando in soli tre giorni circa 11 milioni di visualizzazioni sugli account social del talent show, il primo posto delle tendenze YouTube e il primato nella classifica dei singoli più acquistati giornalmente su iTunes. Il 30 gennaio 2023, grazie alle 25.000 copie vendute tra streaming e download, il singolo digitale di T'appartengo conquista il disco d'oro dalla FIMI. Viene riconfermata come giudice di X Factor anche per l'edizione 2023.
Per il sesto anno consecutivo, viene confermata alla conduzione del Concerto del Primo Maggio in onda su Rai 3, affiancata per l'edizione 2023 da Fabrizio Biggio.
Il 21 dicembre 2023 esce su Prime Video, Gigolò per caso, serie comedy diretta da Eros Puglielli, di cui è protagonista insieme a Christian De Sica, Pietro Sermonti, Frank Matano ed Asia Argento.
Nel 2024 torna in teatro con lo spettacolo Oliva Denaro, ispirato alla storia di Franca Viola e basato sul quarto romanzo di Viola Ardone. Lo stesso anno, lascia Radio Capital ed approda a RTL 102.5 in cui inizia a condurre i programmi Hello Weekend e W L'Italia. Dal 15 settembre, in prima serata su Rai 1, viene trasmessa la serie TV composta da 12 episodi Sempre al tuo fianco, di cui è protagonista. Il 14 marzo 2025 viene pubblicato il film BFF: Best Friends Forever diretto da Alessandro Pavanelli e Andrea Fazzini, di cui è protagonista insieme ad Anna Ferzetti. Inoltre, insieme a Giulia Michelini e Gaetano Bruno, è protagonista del film Afrodite, diretto da Stefano Lorenzi, presentato nella sezione Meridiana alla 16° edizione del Bif&st - Bari International Film&Tv Festival con un ottimo riscontro di critica e pubblico.   A giugno debutta al Teatro Franco Parenti di Milano con lo spettacolo teatrale La reginetta di Leenane, diretta da Raphael Tobia Vogel.

## Vita privata
Dal 2003 al 2015 è stata la compagna del cantautore Francesco Renga, da cui ha avuto due figli, Jolanda (2004) e Leonardo (2006).
Il 22 settembre 2018, in un'intervista al quotidiano Leggo, ha rivelato di aver sofferto di bulimia, superata con la relazione con Francesco Renga e il concepimento della figlia Jolanda. Dal 2017 al 2021 è stata legata sentimentalmente all'allenatore di calcio Massimiliano Allegri.

## Filmografia

### Cinema
- Saturno contro, regia di Ferzan Özpetek (2007)
- Bianco e nero, regia di Cristina Comencini (2008)
- Ce n'è per tutti, regia di Luciano Melchionna (2009)
- Notizie degli scavi, regia di Emidio Greco (2010)
- Immaturi, regia di Paolo Genovese (2011)
- Tutti al mare, regia di Matteo Cerami (2011)
- Anche se è amore non si vede, regia di Ficarra e Picone (2011)
- Immaturi - Il viaggio, regia di Paolo Genovese (2012)
- Viva l'Italia, regia di Massimiliano Bruno (2012)
- Ci vediamo a casa, regia di Maurizio Ponzi (2012)
- Mai Stati Uniti, regia di Carlo Vanzina (2013)
- Stai lontana da me, regia di Alessio Maria Federici (2013)
- Maldamore, regia di Angelo Longoni (2014)
- Ti ricordi di me?, regia di Rolando Ravello (2014)
- Un Natale stupefacente, regia di Volfango De Biasi (2014)
- La scelta, regia di Michele Placido (2015)
- Al posto tuo, regia di Max Croci (2016)
- 7 minuti, regia di Michele Placido (2016)
- La verità, vi spiego, sull'amore, regia di Max Croci (2017)
- Terapia di coppia per amanti, regia di Alessio Maria Federici (2017)
- Vengo anch'io, regia di Corrado Nuzzo e Maria Di Biase (2018)
- Brave ragazze, regia di Michela Andreozzi (2019)
- Per tutta la vita, regia di Paolo Costella (2021)
- La notte più lunga dell'anno, regia di Simone Aleandri (2022)
- BFF - Best friends forever, regia di Alessandro Pavanelli (2024)
- Afrodite, regia di Stefano Lorenzi (2025)

### Televisione
- Favola, regia di Fabrizio De Angelis – film TV (1996)
- Maria Maddalena, regia di Raffaele Mertes – film TV (2000)
- Una donna per amico 3 – serie TV (2001)
- Gian Burrasca, regia di Maurizio Pagnussat – film TV (2002)
- All Stars – serie TV (2010)
- La nuova squadra – serie TV, 2 episodi (2010)
- Eroi per caso, regia di Alberto Sironi – miniserie TV (2011)
- Il fulgore di Dony, regia di Pupi Avati – film TV (2018)
- Il silenzio dell'acqua – serie TV (2019-2020)
- Le fate ignoranti – serie TV (2022)
- Gigolò per caso – serie TV (2023)
- Sempre al tuo fianco – serie TV (2024)

### Cortometraggi
- Insula, regia di Eric Alexander (2010)
- Countdown, regia di Max Croci (2011)
- Un amato funerale, regia di Luca Morri (2013)
- Ladiesroom, regia di Max Croci (2014)
- Come un cadavere ad Acapulco, regia di Alessio Pizzicannella (2015)
- Era bellissima, regia di Max Croci (2015)
- Ancora un'altra storia, regia di Gabriele Pignotta (2015)
- L'essenza, regia di Chiari, Maggiolo, Plebani, Sommariva, Vimercati (2015)
- Il colloquio, regia di Massimo Ferrari (2017)
- Uccisa in attesa di giudizio, regia di Andrea Costantini (2017)
- Unfitting, regia di Giovanna Mezzogiorno (2023)

### Doppiaggio
- La volpe e la bambina (Le Renard et l'Enfant), regia di Luc Jacquet – voce narrante (2007)
- I Simpson (episodio Papà non fare scherzi) – voce di Lurleen Lumpkin (2008)
- Gli Incredibili 2 (Incredibles 2) – voce di Evelyn Deavor (2018)
- Klaus - I segreti del Natale (Klaus), regia di Sergio Pablos – voce di Alva (2019)
- Arctic - Un'avventura glaciale, regia di Aaron Woodley – voce di Jade (2020)
- Red, regia di Domee Shi – voce di Helen (2022)

### Videoclip
- Il bellissimo mestiere - Marco Masini (2001)
- Passione - Neffa (2007)
- Dimmi - Francesco Renga (2008)
- Io che amo solo te - Fiorella Mannoia (2008)
- In Italia - Fabri Fibra (feat. Gianna Nannini) (2008)
- Ci vediamo a casa - Dolcenera (2012)
- Lella - Orchestraccia (2013)
- Mi manca - Bugo (feat. Ermal Meta) (2020)
- Buttare l'amore - Mina (2022)

## Teatro
- Menecmi, regia di Nicasio Anzelmo (2000)
- La duchessa di Amalfi, regia di Nuccio Siano (2001)
- Emozioni, regia di Sergio Japino (2001-2002)
- La misteriosa scomparsa di W, regia di Giorgio Gallione (2009-2010, 2014-2015)
- I pugni in tasca, regia di Stefania De Santis (2011)
- Ti ricordi di me?, regia di Sergio Zecca (2012-2013)
- Tradimenti, regia di Michele Placido (2015-2016)
- La guerra dei Roses, regia di Filippo Dini (2017-2019)
- Bulkan Burger, regia di Stefano Massini (2018)
- Il nodo, regia di Serena Sinigaglia (2020, 2022, 2023)
- Oliva Denaro, regia di Giorgio Gallione (2024, 2025)
- La reginetta di Leenane, regia di Raphael Tobia Vogel (2025)

## Programmi televisivi
- Fantastico (Rai 1, 1990-1991)
- Bulli e pupe (Canale 5, 1992)
- Non è la Rai (Canale 5, 1992-1993; Italia 1, 1993-1995)
- Capodanno con Canale 5 (Canale 5, 1992-1993)
- Rock & Roll (Italia 1, 1993)
- Generazione X (Italia 1, 1995-1996)
- DopoFestival (Rai 1, 1996)
- Super (Canale 5, 1996-1997)
- Non dimenticate lo spazzolino da denti (Italia 1, 1996-1997)
- Sanremo Top (Rai 1, 1997)
- Viva le italiane (Canale 5, 1997)
- Carosello (Rai 2, 1997-1998)
- Gratis (Rai 1, 1999)
- Italieni (Rai 1, 2000)
- Speciale Pop (Rai 2, 2000)
- L'assemblea (Italia 1, 2001-2002)
- Speciale per voi (Rai 2, 2003)
- Music Farm (Rai 2, 2004) opinionista
- Cornetto Free Music Festival (Italia 1, All Music, 2004-2006)
- Festival di Sanremo (Rai 1, 2005) opinionista
- Cominciamo bene estate (Rai 3, 2005)
- Premio Rodolfo Valentino (Rai 1, 2005)
- Chicas (Fox Life, 2005-2006)
- Dammi il tempo (Rai 3, 2006)
- Kids' Choice Awards (Nickelodeon, 2006)
- Crozza Italia (LA7, 2007-2008)
- Stasera niente MTV (MTV, 2008)
- MTV Day (MTV, 2008)
- Nastro d'argento (Rai 1, 2009)
- Piazzapulita (LA7, 2010-2012)
- Zelig (Canale 5, 2014)
- Coppie in attesa (Rai 2, 2016)
- Amici di Maria De Filippi (Canale 5, 2017) giudice
- Sarà Sanremo (Rai 1, 2017) giudice
- Cyrano - L'amore fa miracoli (Rai 3, 2018)
- Concerto del Primo Maggio (Rai 3, 2018-2023)
- X Factor (Sky Uno, TV8, 2022-2023) giudice

## Radio
- 105 estate (Radio 105, 1997)
- Capriccio (RTL 102.5, 1998-1999)
- Tutti pazzi per Sanremo (Radio Kiss Kiss, 2000)
- 40 gradi all'Ambra (Rai Radio 2, 2000)
- Luci e Ambra (Rai Radio 2, 2000-2001)
- Ambra e gli Ambranati (Rai Radio 2, 2001)
- Menta forte (Rai Radio 2, 2001-2002)
- La Mezzanotte di Radio Due - Musica anarchica (Rai Radio 2, 2002-2003)
- Ci Play o Ci Fai? (Play Radio, 2005)
- Arrivano le femmine (Play Radio, 2006)
- Per fortuna che c'è la radio (Rai Radio 2, 2009)
- Le mattine (Radio Capital, 2021-2024)
- Hello Weekend (RTL 102.5, 2024)
- W L'Italia (RTL 102.5, dal 2024)

## Discografia italiana

### Album
- 1994 - T'appartengo
- 1996 - Angiolini
- 1997 - Ritmo vitale
- 1999 - InCanto

### Singoli
Come artista principale
- 1994 - T'appartengo
- 1995 - L'ascensore (promo radio e juke box)
- 1996 - Ti stravoglio
- 1996 - Aspettavo te
- 1996 - Remix (maxi single)
- 1997 - Ritmo Vitale
- 1997 - Io, te, Francesca e Davide
- 1997 - Guardati Le Spalle
- 1997 - Brivido (Remix)
- 1999 - Canto alla luna
- 1999 - Butterfly 2000 (radio promo)

Come artista ospite
- 1999 - Girotondo rap (singolo benefico accreditato a Franco Nero & Friends, inciso in gruppo con altri artisti)
- 2001 - Frena - Guido per vivere (singolo benefico inciso in gruppo con altri artisti)
- 2017 - Io, te, Francesca e Davide (Syria feat. Ambra)

### Partecipazioni
- 1995 - Nel cuore, nell'anima (nella compilation Non è la Rai gran finale)
- 1999 - Ma che musica maestro (duetto con Platinette nell'album Da Viva - Vol. 1)
- 2008 - Voglia, questa voglia (sigla di apertura del programma Stasera niente MTV)
- 2008 - Tunga tunga (sigla di chiusura del programma Stasera niente MTV)
- 2010 - Lentamente muore (nella compilation Parole Note)
- 2020 - Ti vorrei (Marco Masini feat. Ambra nell'album Masini +1)
- 2022 - Ambra/Tiziano (duetto con Tiziano Ferro nell'album Il mondo è nostro)

### Colonne sonore
- 2002 - Emozioni (canta con tutto il cast dell'omonimo musical: Un'avventura, Una donna per amico, Aver paura di innamorarsi troppo, Io vivrò senza te, Ancora tu, Prendila così, Io vorrei, non vorrei, ma se vuoi e Pensieri e parole)

## Discografia estera

### Album
- 1994 - Te Pertenezco
- 1996 - Angelitos
- 1997 - Ritmos Vitales

### Singoli
- 1995 - Te pertenezco
- 1995 - El ascensor
- 1995 - Lunes Martes
- 1996 - Hoy no sé, más mañana
- 1996 - Te esperaba a tí
- 1996 - Te esperaba a tí (Remix) (12", Maxi)
- 1997 - Tú, yo, Francesca y Davide

## Opere letterarie

### Romanzi
- InFame, Milano, Rizzoli, 2020, ISBN 9788817154178.

## Riconoscimenti

### Nazionali
- Gran Premio Internazionale dello Spettacolo
  - 1994 – "Personaggio rivelazione dell'anno"
- Disco d'oro
  - 1994 – Per le copie vendute del disco T'appartengo
  - 2023 – Per le copie vendute del singolo digitale T'appartengo (streaming e download)
- Disco di platino
  - 1994-1995 – 3 Dischi di platino per le copie vendute del disco T'appartengo (oltre 370 000 copie[87])
  - 1996 – Disco di platino per le 120 000 copie vendute del disco Angiolini

- Nastro d'argento
  - 2007 – Migliore attrice non protagonista per il film Saturno Contro
  - 2015 – Candidatura come Migliore attrice protagonista per il film La scelta
  - 2017 – Nastro d'argento – Premio Speciale del "comitato nazionale dei giornalisti cinematografici italiani" per 7 minuti
- Nastri d'argento - Grandi Serie
  - 2022 – Migliore attrice non protagonista per Le fate ignoranti
- Globo d'oro
  - 2007 – Miglior attrice rivelazione per il film Saturno Contro

- David di Donatello
  - 2007 – David di Donatello per la migliore attrice non protagonista per Saturno Contro
  - 2013 – candidatura al David di Donatello per la migliore attrice non protagonista per Viva l'Italia

Altri premi
- 1999 – Premio alla Carriera musicale Voices for Europe
- 2000 – Venere d'argento come Attrice teatrale rivelazione dell'anno 2000, per Menecmi
- 2000 – Torre d'argento come Attrice Teatrale Rivelazione dell'anno 2000, per Menecmi
- 2007 – Premio Flaiano come interprete rivelazione per il film Saturno contro
- 2008 – Leggio d'oro come rivelazione femminile per La volpe e la bambina[88]
- 2008 – Gran Prix – premio protagonista della comunicazione
- 2009 – Donne Leader Brescia
- 2010 – Giffoni Festival Award 2010
- 2011 – Lazio Screen Award – come attrice dell'anno per il film Immaturi
- 2011 – NPS Awards – per il suo contributo nella lotta contro l'AIDS
- 2012 – Corti d'argento come miglior attrice protagonista per il cortometraggio Countdown
- 2015 – Ischia Global Fest come miglior attrice femminile per il film La scelta
- 2016 – Premio Speciale Corti d'argento per il cortometraggio Era Bellissima
- 2016 – Premio alla carriera Sorriso D'Oro al IV Sorridendo Film Festival
- 2016 – Premio Culturale MuMi come miglior attrice femminile per il film La scelta
- 2016 – Lifestyle Show Awards – personaggio cinematografico femminile dell'anno
- 2017 – XLVII Premio simpatia 2017
- 2017 – Premio Crossmedia 2017
- 2017 – Circeo Film Festival – miglior attrice dell'anno per 7 minuti
- 2017 – Premio Internazionale di Maratea: Premio Eliat Diamonds
- 2017 – Premio Internazionale di Maratea: Premio Internazionale Maratea 2017
- 2018 – Premio Persefone – Miglior attrice protagonista per La guerra dei Roses
- 2020 – Premio Castiglione Cinema – RdC Incontra
- 2020 – Medaglia d'oro al Premio Bulloni per l'iniziativa sociale "SOStieniBrescia"
- 2023 – Premio CortoLovere - Signora del lago 2023
- 2024 – Premio Rosa Camuna "per lo spettacolo e l'impegno sociale"
- 2025 - Premio Regione Toscana – Giovanisì “come esempio positivo per il presente del nostro Paese”

### Internazionali
- Disco d'oro
  - 1996 – Doppio Disco d'oro per Te pertenezco in Spagna
  - 1996 – Per Te pertenezco in Argentina
  - 1996 – Per Te pertenezco in Cile
  - 1996 – Per Te pertenezco in Portorico

- Disco di platino
  - 1996 – Per Te pertenezco in Spagna